# Вулиця Бориса Михайлова
Вулиця Бориса Михайлова — вулиця Мелітополя, розташована в районах Кізіяр та Північний переїзд. Являє собою переважно приватний сектор з ґрунтовим покриттям.

## Розташування
Перетинаючись з іншими вулицями, вулиця Бориса Михайлова утворює не цільну пряму, а кілька ділянок, місцями суттєво зміщених одна відносно одної:
- 1-й провулок Гетьмана Сагайдачного — вул. Воїнів-інтернаціоналістів. Початок вулиці Бориса Михайлова, утворений Г-подібним перехрестям з провулком Гетьмана Сагайдачного. На перехресті знаходиться магазин будматеріалів. Протяжність: 90 м.
- вул. Воїнів-Інтернаціоналістів — вул. Ломоносова. Г-подібний відрізок, друга частина якого розташована перпендикулярно до основного напрямку вулиці. Протяжність: 420 м.
- пров. Елеваторний — вул. Нестеренка. Протяжність: 320 м.
- вул. Нестеренка — вул. Гризодубової. На вул. Гризодубової на розі з вул. Бориса Михайлова знаходиться Центр трудової підготовки та професійної орієнтації молоді (автобусна зупинка «КПК»). Протяжність: 600 м.
- вул. Гризодубової — вул. Олександра Тишлера. Протяжність: 680 м.
- вул. Олександра Тишлера — вул. Чкалова. На цій ділянці є два повороти на вулиці Мечникова і Менделєєва, що адміністративно відносяться до вулиці Бориса Михайлова. Протяжність: 860 м + 220 м.
- вул. Чкалова — вул. Запорізька. Максимальний номер будинку — 350. Протяжність: 360 м.

## Назва
Вулиця названа на честь Бориса Михайлова (1936—2008) — мелітопольського історика, археолога, першого директора заповідника «Кам'яна Могила». Також у місті є однойменний провулок.

## Історія
Спочатку вулиця мала назву Велика Просяна і належала до села Кизияр (Мала Просяна була на сучасній вулиці Павла Дзяковича). У такому статусі вона вперше згадується 19 серпня 1930 року у газеті «Радянський степ».
3 січня 1939 року пленум Мелітопольської міськради ухвалив рішення про приєднання сіл Кизияр та Піщане до міста.
Вулиця Бориса Михайлова востаннє згадувалась як Велика Просяна 26 червня 1943 року в газеті «Мелітопольський край» в оголошенні, а вже 20 грудня 1946 року у протоколах засідання міськвиконкому її згадано під назвою вулиця Комінтерну.
21 жовтня 1965 початок вулиці було виділено в окремий 1-й провулок Фрунзе (тепер 1-й провулок Гетьмана Сагайдачного).
2016 року вулицю перейменували на честь Бориса Михайлова, згідно із законом України про декомунізацію.